# Seat Arosa
SEAT Arosa (type 6H) var en mikrobil produceret af SEAT mellem 1997 og 2004. Den oprindelige model blev præsenteret i marts 1997 på Geneve Motor Show, mens den faceliftede model blev præsenteret i oktober 2000 på Paris Motor Show. Bilen delte platform med Volkswagen Lupo.

## Oprindelig version (1997−2000)
Arosa var opkaldt efter Vilagarcía de Arousa, som er en kommune i provinsen Pontevedra i Spanien. Den var kendetegnet ved små udvendige mål samtidig med en forholdsvist stor kabine. Bilen havde fire siddepladser og et lille bagagerum, som kunne udvides ved at klappe bagsædet frem. 1,0-litersversionen havde et brændstofforbrug på 6,4 liter benzin pr. 100 km, mens 1,7 SDI brugte ca. 5 liter diesel ved blandet kørsel.
Udvendigt var Arosa stort set identisk med Volkswagens mikrobil Lupo, som kom på markedet i 1998. Begge biler var bygget på Volkswagens A00-platform, som var en forkortet version af A03-platformen som blev brugt til de større Volkswagen Polo og SEAT Ibiza.
Oprindeligt blev Arosa bygget på Volkswagens fabrik i Wolfsburg i Tyskland, men i maj 1998 blev produktionen flyttet til SEAT i Martorell, Spanien. Modellen var designet af Jozef Kabaň, som også har designet Bugatti Veyron 16.4.
Modellen var i produktion fra februar 1997 til august 2000. Den vandt prisen Das Goldene Lenkrad i Tyskland i 1997.
- SEAT Arosa (1997−2000)
- Bagfra

## Faceliftet version (2000−2004)
Modellen fik et facelift i oktober 2000, og samtidig ophørte den danske importør med at markedsføre modellen.
I modelprogrammet afløste Arosa den Fiat-baserede SEAT Marbella, men fik ikke selv nogen afløser da produktionen ophørte i juni 2004. En efterfølger kom først med SEAT Mii i januar 2012. Ud over nyt eksteriør havde den faceliftede version en nydesignet kabine med et nyt instrumentbræt.
- SEAT Arosa (2000−2004)
- Bagfra

## Motorer
I første omgang fandtes modellen med en 1,0-liters benzinmotor med 37 kW (50 hk) og en 1,4-litersmotor med 44 kW (60 hk). 1,4'eren fandtes først kun med automatgear, men senere også manuelt gear. Senere blev programmet udvidet med en 1,7-liters sugedieselmotor, en 1,4-liters turbodieselmotor og en effektøget 16V-benzinmotor på 1,4 liter.

### Tekniske data
|                                                | 1.0                     | 1.0                | 1.4                             | 1.4                             | 1.4                 | Racer                | 1.2 TDI 3L                | 1.4 TDI                   | 1.7 SDI            |
| Byggeår                                        | 2/1997–6/2004           | 11/1998–2/2000     | 2/1997–9/1999                   | 7/1999–6/2004                   | 2/2000–6/2004       | Ikke serieproduceret | Ikke serieproduceret      | 10/1999–9/2003            | 8/1997–9/2003      |
| Motordata                                      |                         |                    |                                 |                                 |                     |                      |                           |                           |                    |
| Motorkendebogstaver                            | AER, ALL, ALD, ANV, AUC | AHT                | AEX, APQ, AKV                   | AKK, ANW, AUD                   | AFK, AUB, AQQ       | AVY                  | ANY                       | AMF                       | AKU                |
| Motortype                                      | R4-benzinmotor          | R4-benzinmotor     | R4-benzinmotor                  | R4-benzinmotor                  | R4-benzinmotor      | R4-benzinmotor       | R3-dieselmotor            | R3-dieselmotor            | R4-dieselmotor     |
| Antal ventiler pr. cylinder                    | 2                       | 2                  | 2                               | 2                               | 4                   | 4                    | 2                         | 2                         | 2                  |
| Ventilstyring                                  | OHC, tandrem            | OHV, kæde          | OHC, tandrem                    | OHC, tandrem                    | DOHC, tandrem       | DOHC, tandrem        | OHC, tandrem              | OHC, tandrem              | OHC, tandrem       |
| Fødesystem                                     | Multipoint              | Multipoint         | Multipoint                      | Multipoint                      | Multipoint          | Multipoint           | Pumpe/dyse                | Pumpe/dyse                | Direkte            |
| Trykladning                                    | –                       | –                  | –                               | –                               | –                   | –                    | Turbolader, ladeluftkøler | Turbolader, ladeluftkøler | –                  |
| Køling                                         | Vandkøling              | Vandkøling         | Vandkøling                      | Vandkøling                      | Vandkøling          | Vandkøling           | Vandkøling                | Vandkøling                | Vandkøling         |
| Boring × slaglængde                            | 67,1 × 70,6 mm          | 72,0 × 61,2 mm     | 76,5 × 75,6 mm                  | 76,5 × 75,6 mm                  | 76,5 × 75,6 mm      | 76,5 × 86,9 mm       | 76,5 × 86,4 mm            | 79,5 × 95,5 mm            | 79,5 × 86,4 mm     |
| Slagvolume                                     | 999 cm³                 | 997 cm³            | 1390 cm³                        | 1390 cm³                        | 1390 cm³            | 1598 cm³             | 1191 cm³                  | 1422 cm³                  | 1716 cm³           |
| Kompressionsforhold                            | 10,5:1                  | 10,5:1             | 10,2:1                          | 10,5:1                          | 10,5:1              | 11,5:1               | 19,5:1                    | 19,5:1                    | 19,5:1             |
| Maks. effekt ved omdr./min.                    | 37 kW (50 hk) 5000      | 37 kW (50 hk) 5000 | 44 kW (60 hk) 4700              | 44 kW (60 hk) 5000              | 74 kW (100 hk) 6000 | 92 kW (125 hk) 6500  | 45 kW (61 hk) 4000        | 55 kW (75 hk) 4000        | 44 kW (60 hk) 4200 |
| Maks. drejningsmoment ved omdr./min.           | 86 Nm 3000−3600         | 84 Nm 3250         | 116 Nm 2800−3200                | 115 Nm 3000                     | 128 Nm 4400         | 152 Nm 3000          | 140 Nm 1800−2400          | 195 Nm 2200               | 115 Nm 2200−3000   |
| Kraftoverførsel                                |                         |                    |                                 |                                 |                     |                      |                           |                           |                    |
| Drivende hjul                                  | Forhjul                 | Forhjul            | Forhjul                         | Forhjul                         | Forhjul             | Forhjul              | Forhjul                   | Forhjul                   | Forhjul            |
| Gearkasse (standardudstyr)                     | 5-trins manuel          | 5-trins manuel     | 5-trins manuel                  | 5-trins manuel                  | 5-trins manuel      | 6-trins manuel       | 5-trins automatiseret     | 5-trins manuel            | 5-trins manuel     |
| Gearkasse (ekstraudstyr)                       | –                       | –                  | 4-trins automatisk              | 4-trins automatisk              | –                   | –                    | –                         | –                         | –                  |
| Præstationer                                   |                         |                    |                                 |                                 |                     |                      |                           |                           |                    |
| Topfart                                        | 151 km/t                |                    | 160 km/t (155 km/t)             | 160 km/t (156 km/t)             | 188 km/t            | 205 km/t             | 164 km/t                  | 170 km/t                  | 157 km/t           |
| Acceleration 0-100 km/t                        | 17,4 sek.               |                    | 14,1 sek. (16,2 sek.)           | 14,2 sek. (16,4 sek.)           | 10,0 sek.           | 8,0 sek.             | 14,7 sek.                 | 12,1 sek.                 | 16,6 sek.          |
| Brændstofforbrug pr. 100 km ved blandet kørsel | 5,8 liter Blyfri 95     |                    | 6,2 liter (7,6 liter) Blyfri 95 | 6,1 liter (7,4 liter) Blyfri 95 | 6,6 liter Blyfri 98 |                      | 3,6 liter Diesel          | 4,4 liter Diesel          | 4,3 liter Diesel   |
| CO2-udslip ved blandet kørsel                  | 139 g/km                |                    | 148 g/km (181 g/km)             | 146 g/km (178 g/km)             | 158 g/km            |                      |                           | 116 g/km                  | 119 g/km           |

1. ↑  Værdier i parentes gælder for versioner med automatgear

## Sikkerhed
Det svenske forsikringsselskab Folksam vurderer flere forskellige bilmodeller ud fra oplysninger fra virkelige ulykker, hvorved risikoen for død eller invaliditet i tilfælde af en ulykke måles. I rapporterne er/var den næsten identiske Volkswagen Lupo klassificeret som følger:
- 2011: Som middelbilen[5]
- 2017: Mindst 40 % dårligere end middelbilen[6]

## Identifikation
Højeste stelnumre for Arosa type 6H:
- Modelår 1997: VSSZZZ6HZWW005000 (de 24.000 første SEAT Arosa'er blev fremstillet hos Volkswagen i Wolfsburg, hvorefter produktionen i maj 1998 blev flyttet til Martorell, SEAT's hovedsæde ca. 35 km fra Barcelona)
- Modelår 1998: VSSZZZ6HZWR070000
- Modelår 1999: VSSZZZ6HZXR054000
- Modelår 2000: VSSZZZ6HZYR028000
- Modelår 2001: VSSZZZ6HZ1R -

VSS er betegnelsen for SEAT, Z er udfyldningstegn, 6H betyder Arosa, W-X-Y-1-... er betegnelsen for hvert enkelt modelår, W eller R står for produktionsstederne Wolfsburg (W) hhv. Martorell (R), og de resterende cifre er det fortløbende serienummer. Modelårene er ikke identiske med kalenderårene. Normalt taler man ved modelår om et tidsrum fra f.eks. foråret 1998 til foråret 1999.

## Prototyper
En Arosa 3L (ligesom Volkswagen Lupo 3L TDI) og en Arosa Racer (ligesom Volkswagen Lupo GTI) blev præsenteret som prototyper, men gik ikke i serieproduktion.